# Thomas Schwarz (Publizist)
Thomas Schwarz (* 20. November 1957 in Bonn) ist ein deutscher Journalist und Publizist.

## Leben
Zwischen 1979 und 1999 war Schwarz Rundfunkredakteur und Moderator. Unter anderem arbeitete er als Parlamentskorrespondent für Radio Luxemburg (Deutsches Programm) – wo Schwarz vorher sein Redaktionsvolontariat absolviert hatte – und die Deutsche Welle in Bonn. Ab Mitte der 1980er Jahre arbeitete Schwarz in Berlin für RIAS Berlin und Radio Hundert,6. Bei „Hundert,6“ verantwortete er einige Monate als Chefredakteur das Programm. Nach dem Fall der Berliner Mauer arbeitete Schwarz ab August 1990 erneut für „Hundert,6“ als Sonderkorrespondent „Deutscher Einigungsprozess“ in Berlin. Zwischen 1994 und 1999 war Schwarz Chefredakteur von Radio Bonn/Rhein-Sieg.
Nach seiner Radiozeit arbeitete Schwarz zunächst als selbständiger Medien- und Kommunikationsberater in Bonn, bis er 2002 Mitglied der Geschäftsführung bei der BMC Software GmbH mit Hauptsitz in Frankfurt am Main wurde. Bis 2004 verantwortete er dort als Direktor die Bereiche Marketing/Kommunikation und Business Development. Ebenfalls in dieser Zeit war Schwarz als Dozent an der Fachhochschule Rhein-Sieg im rheinischen St. Augustin im Bereich „Technikjournalismus“ tätig.
Zwischen 2005 und 2014 verantwortete Schwarz zunächst als Pressesprecher und Direktor Medien die externe Kommunikation von CARE Deutschland-Luxemburg e.V. als Leiter der Stabsstelle. Später übernahm er die Stabsstelle Internationale Kommunikation und war dort auch mit CSR-Kooperationen der Hilfsorganisation betraut. Er arbeitete bei internationalen Einsätzen auch für Aktion Deutschland Hilft, Islamic Relief oder World Vision. Für den organisationsübergreifenden Zusammenschluss „Gemeinsam für Afrika“ war Schwarz ebenfalls international tätig; unter anderem mit Anne Will in Ruanda und der Demokratischen Republik Kongo. Seine zahlreichen Reisen in Katastrophen- und Armutsgebiete vor allem in Afrika und Asien führten Schwarz mehrfach nach Kenia, Pakistan, Bangladesch, Indien, den Tschad, nach Darfur (Sudan), Lesotho und weitere Länder. 2006 hielt sich Schwarz mehrere Wochen während des dortigen Krieges im Libanon auf.
Für die außenpolitische Zeitschrift „Internationale Politik“ schrieb Schwarz 2009 über den Konflikt in Pakistan. Zu Beginn der Fluchtbewegung wegen des syrischen Bürgerkriegs hielt sich Schwarz 2011 und 2012 wiederholt mehrere Wochen in Jordanien und dem Libanon auf. Dabei hat er bereits 2012 eine „Flüchtlingskatastrophe“ für den Fall prognostiziert, dass die Gelder der reichen Länder nicht in ausreichendem Maße Jordanien und dem Libanon zur Verfügung gestellt würden, um den dort lebenden Flüchtlingen ein würdiges Leben zu ermöglichen.
Schwarz hat neben deutschen Veröffentlichungen zahlreiche englische Artikel und Blogs publiziert, unter anderem für CARE USA, CARE Australia und CARE UK sowie Interviews in zahlreichen Ländern gegeben, unter anderem für Al Jazeera. In den vergangenen Jahren war Schwarz zudem regelmäßig Gast in Universitäten, um Vorträge über Entwicklungszusammenarbeit zu halten. Zu einer viel beachteten Rede anlässlich des Volkstrauertages 2018 war Schwarz vom Landkreis Ahrweiler als Hauptredner auf den Soldatenfriedhof in Bad Bodendorf eingeladen worden.
Im September 2020 veröffentlichte Schwarz das Buch „Wo Recht zu Unrecht wird – Begegnungen mit der Staatssicherheit der DDR“ im Bonner Bouvier-Verlag. Darin beschreibt er seine Erfahrungen, die er als Journalist für den RIAS Berlin und für Radio HUNDERT,6 mit der Staatssicherheit der DDR machte. Wegen seiner regelmäßigen Kontakte mit der Menschenrechts- und Oppositionsbewegung in Ost-Berlin war er ins Visier der Stasi geraten. In beiden Radiostationen berichtete er über vielfältige Aktivitäten, die sich gegen die SED richteten. Dabei entwickelte er enge Beziehungen u. a. zu Ralf Hirsch, Rainer Eppelmann, Stephan Krawczyk und Bärbel Bohley. Schwarz hat das Buch Ralf Hirsch gewidmet. Rainer Eppelmann hat das Geleitwort geschrieben.
Schwarz arbeitet seit August 2024 freiberuflich als News Supervisor für die Radio B2 GmbH in Berlin. In dieser Funktion arbeitet er eng mit der Nachrichtenredaktion des Hörfunksenders Schlager Radio zusammen.
Thomas Schwarz ist der Sohn des Politikers Heinz Schwarz und Bruder des Politikers Stefan Schwarz.